# Sciadia interrupta
Sciadia interrupta là một loài bướm đêm trong họ Geometridae.

## Hình dáng
bướm Sciadia interrupta có 4 cánh hai cánh trên đặt bên trên hai cánh dưới,toàn bộ cánh có màu xám có một vài chỗ có thể màu đen nhạt . Không như những loại bướm đêm khác thân của Sciadia interrupta có hình thoi to gấp từ hai đến ba lần so với loại bướm đêm bình thường.Sciadia interrupta thường làm tổ trong khe đá hoặc trong các tán lá. Khi trứng của nó nở, sẽ ra một vật màu trắng,to 
1. ↑  Bisby, F.A.; Roskov, Y.R.; Orrell, T.M.; Nicolson, D.; Paglinawan, L.E.; Bailly, N.; Kirk, P.M.; Bourgoin, T.; Baillargeon, G.; Ouvrard, D. (2011). "Species 2000 & ITIS Catalogue of Life: 2011 Annual Checklist". Species 2000: Reading, UK. Truy cập ngày 17 tháng 6 năm 2014.